# Jacob Schüttinger
Jacob Schüttinger (* 22. März 1816 in Bamberg; † 21. September 1877 ebenda) war ein deutscher Advokat in Bamberg. Im Bayerischen Landtag und im Reichstag vertrat er demokratische Grundsätze.  

## Leben
Schüttinger besuchte das Kaiser-Heinrich-Gymnasium Bamberg. Nach dem Abitur studierte er an der Julius-Maximilians-Universität Würzburg und der Ludwig-Maximilians-Universität München Rechtswissenschaft. 1838 wurde er im Corps Bavaria Würzburg recipiert. 1848 wurde er zum Dr. iur. promoviert. Für die Deutsche Zentrumspartei vertrat er ab 1871 den Wahlkreis Oberfranken 5 (Bamberg)  im Reichstag (Deutsches Kaiserreich), dem er bis 1877 angehörte. Von 1869 bis zu seinem Tode war er auch (evangelisches) Mitglied der Kammer der Abgeordneten (Bayern) für den gleichen Wahlkreis. Überliefert ist eine Rede, die er im Oktober 1869 im Rathaus Forchheim gehalten hat. Zur Zeit der Deutschen Reichsgründung saß er im Ausschuss zur Beratung der Bündnisverträge zwischen dem Königreich Bayern und dem Norddeutschen Bund. Ab 1874 führte er die Fraktion der Bayerischen Patriotenpartei. Er gehörte zur Gruppe um Josef Edmund Jörg. Entschieden stellte er sich gegen den Verzicht auf Diäten für die Reichstagsabgeordneten:

„[Er] bedeutet den Ausschluss politischer Charaktere, den Ausschluss des Talentes und der Intelligenz, wenn diese Vorzüge nicht mit Reichtum gepaart sind. Sie ist nichts Weiteres als die Bevorzugung des Reichen vor dem Armen. Ich finde darin eine Fälschung der öffentlichen Meinung, weil meines Bedünkens in vielen Fällen ein ganz anderer als Volksvertreter im Reichstag erscheinen würde, wenn er nicht genötigt wäre, das Mandat seiner Armut wegen abzulehnen. ... Ich will zu einer Verfassung meine Zustimmung nicht geben, die Bayern als den größten süddeutschen Staat in seinen Rechten tief erschüttert, das Maß der bürgerlichen Freiheit beschränkt, die Rechte des Volkes verkümmert und schließlich nichts herbeiführt als einen absolutistisch-militärisch regierten Staat, eine absolutistisch-militärische Hegemonie.“

## Werke
- Die Einkindschaft nach Bamberger Statuar-Recht nach den Quellen des Bamberger Land-Rechts. Bamberg 1857.